# Bulldog Drummond

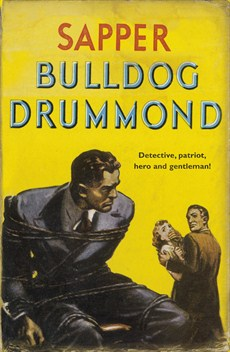
Cover des ersten Romans über Bulldog Drummond aus dem Jahr 1920

Bulldog Drummond ist eine britische fiktive Figur, ein von unter dem Pseudonym Sapper schreibenden Autor Herman Cyril McNeile (1888–1937) geschaffener Held einer Romanreihe, die von 1920 bis 1954 erschien.

## Drummond
Die Geschichten um Bulldog Drummond erzählen die Erlebnisse des Captain Hugh „Bulldog“ Drummond, D.S.O., M.C., ein wohlhabender ehemaliger Offizier, der während des Ersten Weltkrieges im fiktionalen „His Majesty's Royal Loamshire Regimentes“ diente und nach dessen Ende seine neugewonnene Freizeit mit der Arbeit als Privatdetektiv ausfüllt; er sucht seine Aufträge per Zeitungsannonce.
Die Figur gestaltete McNeile teilweise nach seinem Freund Gerard Fairlie, der die Serie nach McNeiles Tod auch fortsetzte.
Drummond gilt als Vorläufer der Agenten im Stile James Bonds und lässt Einflüsse der Helden des Autors John Buchan erkennen. Im Detektivgenre hat er seinen ersten Auftritt nach dem Erscheinen der Geschichten um Sherlock Holmes, „Nayland Smith“ (aus der Fu-Manchu-Reihe) und „Richard Hannay“, der Detektivfigur Buchans. Der erste Roman, der den Titel seines Protagonisten trägt, erschien 1920 und zog eine lange Reihe von Fortsetzungen und Adaptionen für Radio, Fernsehen und Film nach sich.

„Drummond… tritt als englischer Gentleman auf: ein hart kämpfender, hart spielender und sauber lebender Mann. Sein bester Freund würde ihn nicht als gutaussehend beschreiben, aber er besitzt diese attraktive Art Hässlichkeit, die sofortiges Vertrauen hervorruft. Seine Augen gleichen das Gesicht aus. Tief und durchdringend, mit Augenbrauen, um die ihn Frauen beneiden, lassen sie den Sportler und Abenteurer erkennen. Drummond geht auch über die Grenzen des Gesetzes hinaus, wenn das Ziel ihm das zu rechtfertigen scheint.“

## Peterson
In den ersten vier Romanen muss sich Drummond mit seinem Erzfeind Carl Peterson, einem Meister der Verkleidung, der unter zahlreichen Alias auftritt, auseinandersetzen. Peterson kommt im Vierten Buch zu Tode. Er ist ein Vertreter der Superverbrecher seiner Zeit, nicht unähnlich Sherlock Holmes’ Nemesis Professor Moriarty. In The Third Round gibt es gar einen Kampf auf einem Gletscher, der an die Auseinandersetzung von Holmes und Moriarty am Reichenbachfall gemahnt. In seinem Bemühen, die Weltherrschaft zu erlangen, gleicht Peterson Sax Rohmers Fu Manchu.
Der fünfte Bulldog Dummond-Roman The Female of the Species zitiert Rudyard Kipling: „the female of the species is more deadly than the male“ (die weiblichen Vertreter der Art sind tödlicher als die männlichen). Drummonds Gegnerin ist hier die vermutliche Lebensgefährtin Petersons, Irma, die in diesem und einigen der folgenden Geschichten Drummond aus Rachemotiven töten will.

## Einflüsse
Drummond ähnelt in einigem, vor allem seiner physischen Erscheinung und der Zusammenarbeit mit ihm zur Hilfe gereichenden Spezialisten der später entstandenen Pulp-Figur Doc Savage.
James-Bond-Erfinder Ian Fleming bestätigte den Einfluss Drummonds auf die Charakterisierung der Agentenfigur.

## Romane
Nach Herman Cyril McNeiles Tod 1937, schrieb sein Freund Gerard Fairlie die Romanserie um die Figur weiter.
- Bulldog Drummond (1920, von McNeile)
- The Black Gang (1922, von McNeile)
- The Third Round (1924, von McNeile)
- Final Count (1926, von McNeile)
- The Female of the Species (1928, von McNeile)
- Temple Tower (1929, von McNeile)
- The Return of Bulldog Drummond (1932, von McNeile)
- Knock-Out (1933, von McNeile)
- Bulldog Drummond at Bay (1935, von McNeile)
- The Challenge (1937, von McNeile)
- Bulldog Drummond on Dartmoor (1938, von Gerard Fairlie)
- Bulldog Drummond Attacks (1939, von Fairlie)
- Captain Bulldog Drummond (1945, von Fairlie)
- Bulldog Drummond Stands Fast (1947, von Fairlie)
- Hands Off Bulldog Drummond (1949, von Fairlie)
- Calling Bulldog Drummond (1951, von Fairlie)
- The Return of the Black Gang (1954, von Fairlie)
- Deadlier Than the Male (1966, von Henry Reymond), nach einer Originalgeschichte von Jimmy Sangster
- Some Girls Do (1969, von Reymond), nach dem Drehbuch von David Osborn und Liz Charles-Williams

## Bühnenadaption
- Bulldog Drummond (1925, von Gerald du Maurier und McNeile)

## Kurzgeschichten von McNeile
- Lonely Inn
- The Mystery Tour
- The Oriental Mind
- Thirteen Lead Soldiers
- Wheels Within Wheels

## Rassismus im Werk
McNeiles Arbeiten erscheinen dem heutigen Leser häufig mit Jingoismus und rassischen Stereotypen durchsetzt. Diese sind zwar nicht unübliche Charakterisierungen in Abenteuergeschichten aus Großbritannien dieser Periode, werden bei McNeile aber durch feindselige Beschreibungen vor allem Deutscher und Juden auf die Spitze getrieben.
So wird Russland in The Final Count beispielsweise als „von seiner mörderischen, ausländischen Judensippe regiert“ beschrieben.
In The Female of the Species gibt es rassistische Aussagen Drummonds über Farbige.

## Filmadaptionen
Immer wieder wurden die Geschichten verfilmt; erstmals 1923. 1937 starteten Paramount Pictures eine 9-teilige Serie von B-Filmen. Die letzten Versuche geschahen zur Hochzeit der Agentenfilmwelle; zwei Filme mit Richard Johnson entstanden.

## Verfilmungen
Nach den Titeln wird der Darsteller Bulldog Drummonds angegeben.
- 1923: Bulldog Drummond (Carlyle Blackwell)
- 1925: Bulldog Drummond's Third Round (Jack Buchanan)
- 1928: Johnny braucht Geld (Captain Swagger) (Rod La Rocque)
- 1929: Bulldog Drummond (Ronald Colman)
- 1930: Temple Tower (Kenneth MacKenna)
- 1934: The Return of Bulldog Drummond (Ralph Richardson)
- 1934: Bulldog Drummond schlägt zurück (Bulldog Drummond Strikes Back) (Ronald Colman)
- 1935: Bulldog Jack (Bulldog Jack) (Atholl Fleming)
- 1937: Bulldog Drummond (3): Scotland Yard greift ein (Bulldog Drummond's Revenge) (John Howard)
- 1937: Bulldog Drummond at Bay (John Davis Lodge)
- 1937: Bulldog Drummond (2): Die Rache der schwarzen Witwe (Bulldog Drummond Comes Back) (John Howard)
- 1937: Bulldog Drummond (1): Der Mord im Nebel (Bulldog Drummond Escapes) (Ray Milland)
- 1938: Bulldog Drummond (4): Der künstliche Diamant (Bulldog Drummond's Peril) (John Howard)
- 1938: Bulldog Drummond (5): Scotland Yard auf falscher Spur (Bulldog Drummond in Africa) (John Howard)
- 1939: Bulldog Drummond (6): Das Geheimnis der Strahlenkanone (Arrest Bulldog Drummond) (John Howard)
- 1939: Bulldog Drummond (7): Scotland Yard blamiert sich (Bulldog Drummond's Secret Police) (John Howard)
- 1939: Bulldog Drummond (8): Hochzeit mit Knall auf Fall (Bulldog Drummond's Bride) (John Howard)
- 1947: Bulldog Drummond at Bay (Ron Randell)
- 1947: Bulldog Drummond Strikes Back (Ron Randell)
- 1948: The Challenge (Tom Conway)
- 1948: 13 Lead Soldiers (Tom Conway)
- 1951: Calling Bulldog Drummond (Walter Pidgeon)
- 1952: Bulldog Drummond (Robert Beatty)
- 1966: Heiße Katzen (Deadlier Than the Male) (Richard Johnson)
- 1968: Some Girls Do (Richard Johnson)

Für das Fernsehen entstand
- 1957 in der Serie Douglas Fairbanks, Jr., Presents die 30-minütige Episode: „Bulldog Drummond and The Ludlow Affair“ mit Robert Beatty. Hier war Drummond ein eher herkömmlicher Detektiv in London, den sein Angestellter Kelly (von Michael Ripper dargestellt) unterstützt.

## Radio und Fernsehen
Eine Radioserie Bulldog Drummond lief auf dem Mutual Broadcasting System von 1941 bis 1954; darunter zahlreiche Wiederholungen; Bulldog wurde von Ned Weaver interpretiert.

## Spätere Aufnahmen der Figur
- In der BBC-Dokumentation Omnibus: The British Hero spielte Christopher Cazenove Drummond und einige andere bekannte Heldenfiguren wie Richard Hannay, Beau Geste und James Bond.
- Die Parodie Bullshot Crummond wurde nach dem gleichnamigen Bühnenstück 1983 für das Kino verfilmt.
- Kim Newmans Kurzgeschichte „Pitbull Brittan“ aus dem Jahr 1991, eine wilde Parodie Bulldog Drummonds und auf das Großbritannien unter der Regierung von Margaret Thatcher lässt den Abenteurer gegen eine internationale Verschwörung kämpfen, die auch für den Bergarbeiterstreik 1984/85 verantwortlich ist.
- 2004 erschien bei Moonstone Books ein Bulldog Drummond-Comic von William Messner-Loebs, illustriert von Brett Barkley.
- Im Bereich der Popkultur gibt es einige Verweise auf die Figur, so u. a. im Erfolgslied der The Coasters von 1957, „Searchin'“.